# Richard Scott
Richard A. Scott (Little Rock, Arkansas, 12 de julio de 1971) es un jugador de baloncesto profesional ya retirado de nacionalidad estadounidense cuya mayor parte de su carrera deportiva transcuyó en clubes europeos, principalmente de la liga ACB española en la que llegó a jugar más de 350 partidos siendo uno de los jugadores extranjeros que más encuentros ha disputado en la misma en toda su historia.

## Trayectoria deportiva
- Universidad de Kansas (1990-1994)
- Club Bàsquet Llíria (1994-1995)
- Caja San Fernando (1995-1996)
- Covirán Granada (1996-1997)
- Turk Telecom Ankara (1997-1998)
- Caja San Fernando (1998-2001)
- CB Granada (2001-2002)
- Baloncesto Fuenlabrada (2002-2004)
- Club Basket Bilbao Berri (2004-2006)
- Bàsquet Manresa (2006-2007)

## Palmarés
- 1993. Medalla de Oro en la Universiada de Buffalo con Estados Unidos.